# Ráj (Dante)

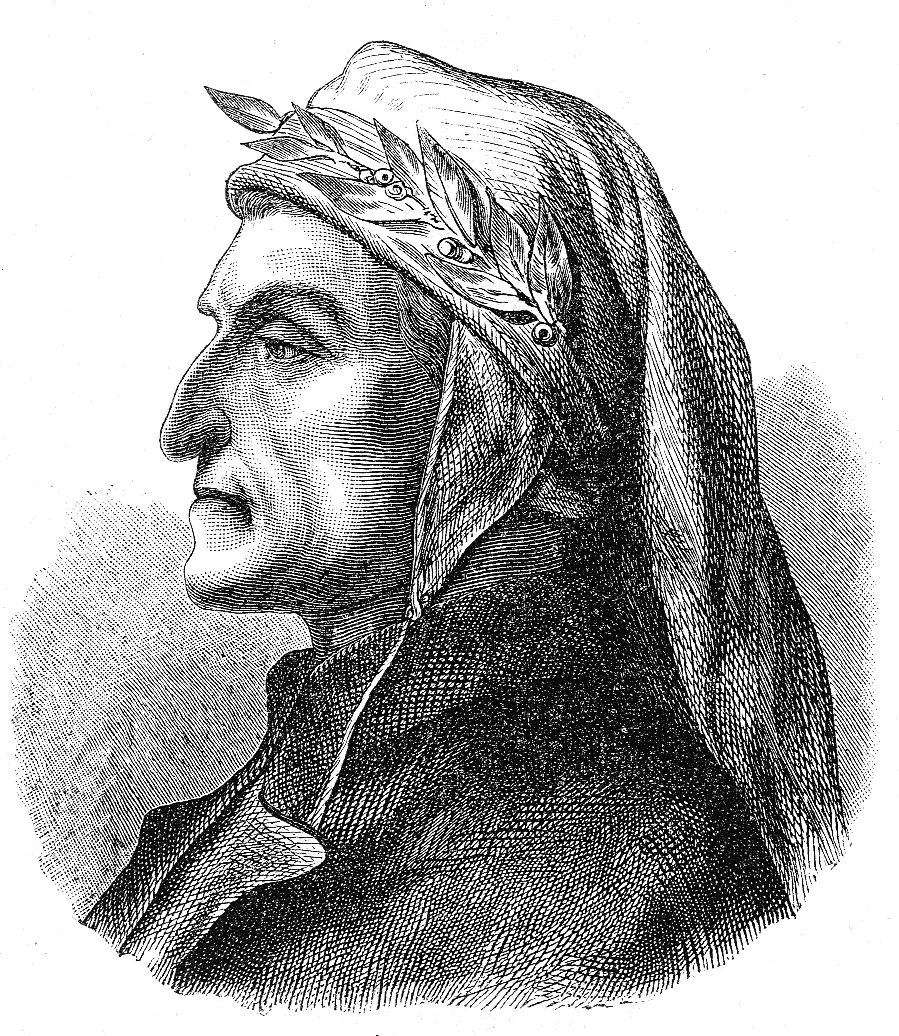
Podobizna Danta Alighieriho

Ráj (v italském originále Paradiso) je třetí částí eposu Božská komedie, jehož autorem je Dante Alighieri. Božská komedie je alegorického charakteru – znázorňuje cestu lidské duše přes peklo a očistec až do ráje k Bohu. Ráj je vyvrcholením celého díla, na jehož konci se vypravěč, kterým je samotný básník Dante, setká s Bohem.

## Obsah díla
Dante v doprovodu Beatrice stoupá po 9 kruzích nebe. Jak postupují, setkávají se se stále více příkladnými křesťany. Po překonání 9 kruhů a vstupu do empyrea se jej ujímá svatý Bernard, aby mu za přispění Panny Marie pomohl spatřit Boží tvář.